# 布瓦塞 (伊夫林省)
布瓦塞（法語：Boissets，發音：[bwasɛ] ⓘ）是法国伊夫林省的一个市镇，属于芒特拉若利区。

## 地理
布瓦塞（48°51'41"N, 1°35'1"E）面积3.9 平方千米，位于法国法蘭西島大區伊夫林省，该省份为法国北部内陆省份，北起瓦兹河谷省，西接厄尔省，西南接厄尔-卢瓦省，东南接埃松省，东临上塞纳省。
与布瓦塞接壤的市镇（或旧市镇、城区）包括：韦格尔河畔贝谢尔、圣吕班德拉艾、锡夫里拉福雷、格雷塞、蒂伊。
布瓦塞的时区为UTC+01:00、UTC+02:00（夏令时）。

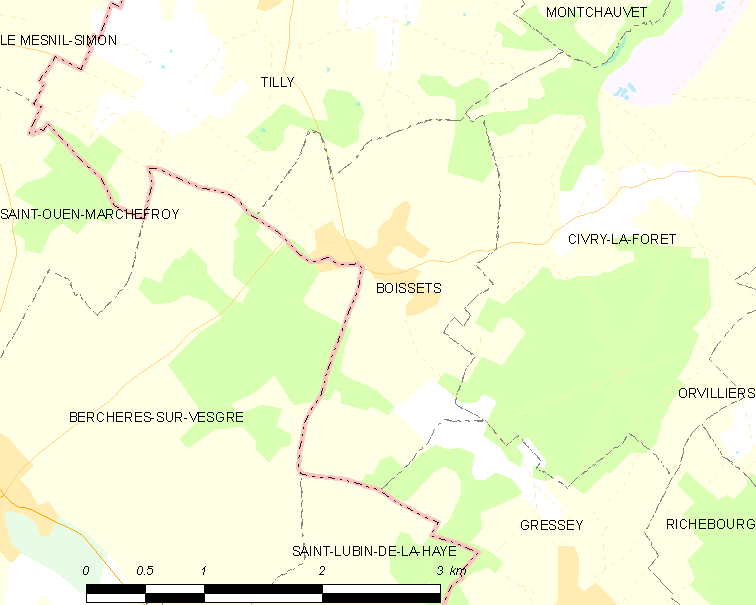
布瓦塞的OSM定位图

## 行政
布瓦塞的邮政编码为78910，INSEE市镇编码为78076。

## 政治
布瓦塞所属的省级选区为塞纳河畔博尼耶尔县。

## 人口

1962-2008年间布瓦塞人口变化图示

布瓦塞于2022年1月1日时的人口数量为291人。